# Regel van Cramer
De regel van Cramer, genoemd naar Gabriel Cramer, 1704 - 1752, in de lineaire algebra is een formule voor de oplossingen van een stelsel lineaire vergelijkingen. Met de regel kunnen de oplossingen van een oplosbaar stelsel direct berekend worden, zonder dat eerst de inverse van de bijbehorende matrix moet worden berekend.
Als het oplosbare lineaire stelsel van {\displaystyle n} vergelijkingen met {\displaystyle n} onbekenden gegeven wordt door:
{\displaystyle \mathbf {Ax} =\mathbf {b} },
waarin dus de {\displaystyle n\times n}-matrix {\displaystyle \mathbf {A} } inverteerbaar is, dan is er precies één oplossing {\displaystyle \mathbf {x} =(x_{1},x_{2},\ldots ,x_{n})}, die gegeven wordt door:
{\displaystyle \mathbf {x} =\mathbf {A} ^{-1}\mathbf {b} }
De oplossing is met de regel van Cramer:
{\displaystyle x_{i}={\frac {\det(\mathbf {A} _{i})}{\det(\mathbf {A} )}}}
Daarin is {\displaystyle \mathbf {A} _{i}} de matrix die ontstaat door de {\displaystyle i}-de kolom van {\displaystyle \mathbf {A} } te vervangen door de vector {\displaystyle \mathbf {b} } en {\displaystyle \det } staat voor determinant.

## Gebruik
De regel van Cramer is alleen te gebruiken voor oplosbare stelsels, dus stelsels met precies evenveel vergelijkingen als onbekenden en met de determinant van het stelsel ongelijk aan nul. In dat geval is er een unieke oplossing. Praktisch is de regel van Cramer alleen geschikt voor zeer kleine vierkante stelsel van hoogstens drie vergelijkingen in drie onbekenden. Als het stelsel groter is neemt het aantal benodigde bewerkingen zeer snel toe. Voor een 4×4-stelsel moeten er immers niet minder dan vijf 4×4-determinanten worden berekend. In het algemeen is het aantal bewerkingen nodig om een {\displaystyle n\times n}-stelsel op te lossen met de regel van Cramer evenredig met {\displaystyle (n+1)!}. Andere methoden, zoals Gauss-eliminatie of Gauss-Jordaneliminatie zijn dan veel sneller en kunnen ook toegepast worden op stelsels die niet vierkant zijn. De oplossing hoeft in dat geval niet uniek te zijn. Bij deze methoden is het aantal bewerkingen evenredig met {\displaystyle n^{3}}. Om zeer grote stelsels op te lossen, met tientallen of honderden vergelijkingen en onbekenden, worden aangepaste methoden gebruikt uit de numerieke analyse.
Met de regel van Cramer kan een enkel kental, een enkele component van de oplossing worden bepaald zonder de andere kentallen te bepalen. Daarvoor moeten twee determinanten worden berekend. Ofschoon dat voor grote stelsels nog altijd ondoenlijk is wordt hiermee wel tegemoet gekomen aan de behoefte componenten van de oplossing van een stelsel te bepalen ingeval de coëfficiëntenmatrix een parameter bevat, zoals de {\displaystyle s} in het geval van een laplacetransformatie.

## Voorbeelden
We berekenen de oplossing van de vergelijkingen:
{\displaystyle 3x_{1}+2x_{2}=7}
{\displaystyle 2x_{1}+3x_{2}=8}
In matrixvorm:
{\displaystyle Ax=b},
met 
{\displaystyle A={\begin{bmatrix}3&2\\2&3\end{bmatrix}}}
en 
{\displaystyle b={\begin{bmatrix}7\\8\end{bmatrix}}}.
Deze matrix is inverteerbaar omdat de determinant verschillend is van 0:
{\displaystyle {\begin{vmatrix}3&2\\2&3\\\end{vmatrix}}=3\times 3-2\times 2=5}
Dan is:
{\displaystyle x_{1}={\frac {\begin{vmatrix}7&2\\8&3\end{vmatrix}}{\begin{vmatrix}3&2\\2&3\end{vmatrix}}}={\frac {7\times 3-2\times 8}{5}}={\frac {5}{5}}=1}
en
{\displaystyle x_{2}={\frac {\begin{vmatrix}3&7\\2&8\end{vmatrix}}{\begin{vmatrix}3&2\\2&3\end{vmatrix}}}={\frac {3\times 8-2\times 7}{5}}={\frac {10}{5}}=2}.
Door invullen is eenvoudig de juistheid van de oplossing te controleren.
Het kan ook met drie variabelen:
{\displaystyle 3x_{1}+2x_{2}+2x_{3}=7}
{\displaystyle 2x_{1}+2x_{2}+3x_{3}=7}
{\displaystyle 6x_{1}+3x_{2}-2x_{3}=7}
In matrixvorm:
{\displaystyle Ax=b},
met 
{\displaystyle A={\begin{bmatrix}3&2&2\\2&2&3\\6&3&-2\end{bmatrix}}}
en 
{\displaystyle b={\begin{bmatrix}7\\7\\7\end{bmatrix}}}
{\displaystyle \det(A)={\begin{vmatrix}3&2&2\\2&2&3\\6&3&-2\end{vmatrix}}=-12+36+12-24+8-27=-7},
zodat:
{\displaystyle x_{1}=-{\frac {1}{7}}{\begin{vmatrix}7&2&2\\7&2&3\\7&3&-2\end{vmatrix}}=-{\frac {1}{7}}(-28+42+42-28+28-63)=1}
{\displaystyle x_{2}=-{\frac {1}{7}}{\begin{vmatrix}3&7&2\\2&7&3\\6&7&-2\end{vmatrix}}=-{\frac {1}{7}}(-42+126+28-84+28-63)=1}
en
{\displaystyle x_{3}=-{\frac {1}{7}}{\begin{vmatrix}3&2&7\\2&2&7\\6&3&7\end{vmatrix}}=-{\frac {1}{7}}(42+84+42-84-28-63)=1}